# مونستر هنتر رايز
مونستر هنتر رايز (بالإنجليزية: Monster Hunter Rise)‏ هي لعبة أكشن تقمص الأدوار من تطوير ونشر شركة كابكوم. اللعبة هي الجزء السادس من سلسلة مونستر هنتر، صدرت اللعبة في 26 مارس 2021 على نينتندو سويتش وفي 12 يناير 2022 على مايكروسوفت ويندوز، حيث تدعم العربية.